# Aldeagutiérrez
Aldeagutiérrez  es un despoblado español del municipio de Ledesma, perteneciente a la provincia de Salamanca, en la comunidad autónoma de Castilla y León.

## Toponimia
El lugar puede aparecer referido como «Aldeagutiérrez» y «Aldea Gutiérrez».

## Historia
Hacia mediados del siglo XIX, el lugar, por entonces referido como una alquería aneja a la parroquia de Santa María la Mayor, tenía contabilizada una población de cuatro habitantes. Aparece descrito en el primer volumen del Diccionario geográfico-estadístico-histórico de España y sus posesiones de Ultramar de Pascual Madoz con las siguientes palabras:

ALDEA GUTIERREZ: alq. aneja de la parr. de Sta. Maria la Mayor de Ledesma (1/2 leg), á cuyo ayunt., part. jud. y condado corresponde, en la prov. de Salamanca (6 1/2), ob. de Zamora: sit. en la falda de una altura entre el r. Tormes y la ribera de Cañedo: comprende 130 fan. de terreno quebrado y montuoso que produce algun centeno, pastos y bellota, y cria de ganados y caza: se estiende medio cuarto de leg. de N. á S., y otro tanto de E. á O., y confina por N. con Cañedino, y por S. y O. con el Tormes, cuya márg. der. recibe en este térm. la ribera mencionada, que es alli considerable y no tiene puente. Pobl.: 1 vec., 4 hab.: paga los impuestos con Ledesma, y con ella está valorada su riqueza: (V. Ledesma).
(Madoz, 1845, p. 497)

En la actualidad, pertenece al municipio de Ledesma. En 2022, no tenía empadronado ningún habitante.